# Десять франків (Геракл)
Десять франків (Геракл) (фр. Dix francs Hercule) — велика французька срібна монета, яка випускалася в обіг у 1965—1973 роках.

## Історія
Зображенням монети послужив дизайн видатного французького гравера Огюстена Дюпре (1748—1833), розробленого ще у 1795 році, який використовувався на багатьох французьких монетах різного номіналу протягом понад 200 років.

## Опис
На аверсі монети зображено Геракла, після перемоги над Немейським левом між алегорією республіки у фригійському ковпаку і алегорією юстиції. Уздовж ранту монети девіз «Свобода-Рівність-Братство». Реверс монет цього типу зображує гілки дуба переплетені з гілками оливи і знаки монетного двору Французької республіки.

## Цифри
| рік  | номер у каталозі | тираж      | примітки |
| ---- | ---------------- | ---------- | -------- |
| 1964 | F.364/1          | 131        | пробна   |
| 1964 | F.364/2          | 3 500      | пробна   |
| 1965 | F.364/3          | 8 050 500  |          |
| 1966 | F.364/4          | 9 799 500  |          |
| 1967 | F.364/5          | 10 099 500 |          |
| 1967 | F.364/6          | 10 099 500 |          |
| 1968 | F.364/7          | 3 884 400  |          |
| 1969 | F.364/8          | 550 500    |          |
| 1970 | F.364/9          | 5 002 500  |          |
| 1971 | F.364/10         | 501 000    |          |
| 1972 | F.364/11         | 900 000    |          |
| 1973 | F.364/12         | 127 500    |          |

## Різновиди
Існує два різновиди цієї монети, зі знаком наголосу над літерою «Е» і без цього знаку.

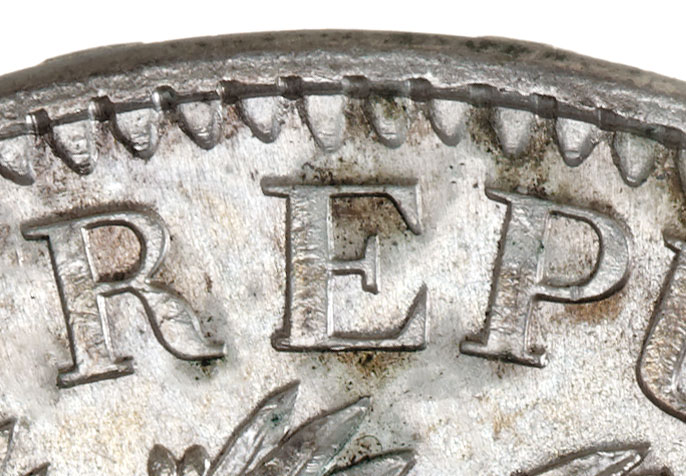
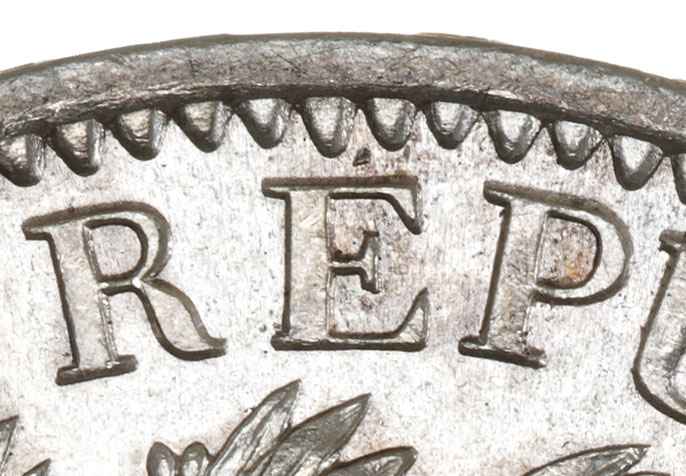

## Джерело
- Сайт по французькій нумізматиці [Архівовано 14 липня 2014 у Wayback Machine.]